# فيرنون أو. جونسون
فيرنون أو. جونسون (بالإنجليزية: Vernon O. Johnson)‏ هو دبلوماسي أمريكي، ولد في 21 يوليو 1920، وتوفي في 1 سبتمبر 1987.